# Lancia argentescens
Lancia argentescens là một loài bướm đêm trong họ Crambidae.